# Oligodon purpurascens
Espèce
Synonymes
- Xenodon purpurascens Schlegel, 1837
- Simotes trinotatus Duméril, Bibron & Duméril, 1854
- Simotes albocinctus Duméril, Bibron & Duméril, 1854
- Calamaria brachyorrhos Motley & Dillwyn, 1855
- Simotes labuanensis Günther, 1864
- Simotes crassus Theobald, 1868
- Simotes obscurus Theobald, 1868
- Simotes catenifer Stoliczka, 1873
- Simotes dennysi Blanford, 1881
- Simotes affinis Fischer, 1886

Statut de conservation UICN

 LC  : Préoccupation mineure
Oligodon purpurascens est une espèce de serpent de la famille des Colubridae.

## Répartition
Cette espèce se rencontre :
- en Indonésie sur les îles de Nias, de Java, de Sumatra ainsi que dans îles Riau, les îles Mentawai, les îles Karimata et au Kalimantan ;
- en Malaisie péninsulaire et en Malaisie orientale ainsi que sur l'île de Tioman ;

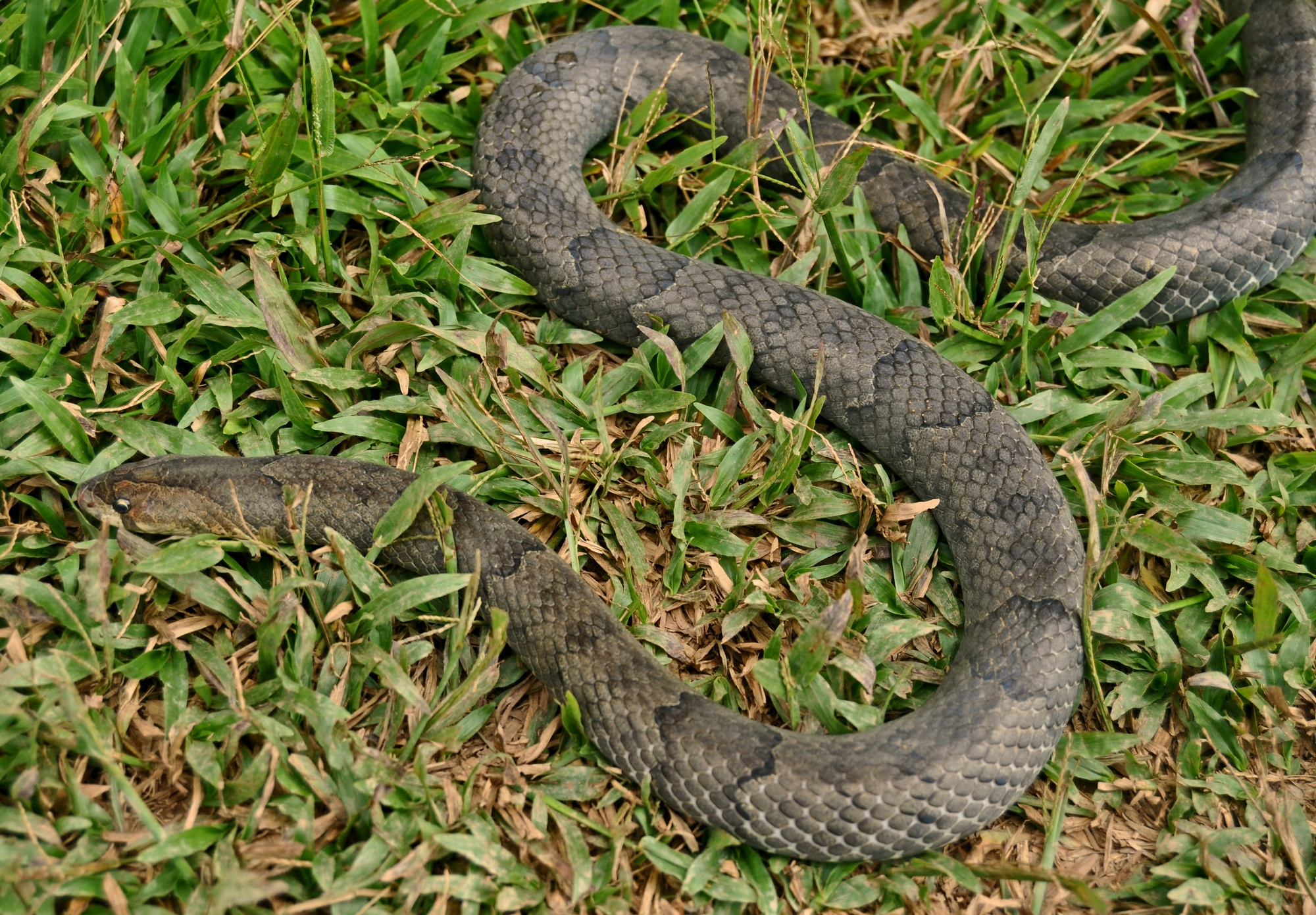

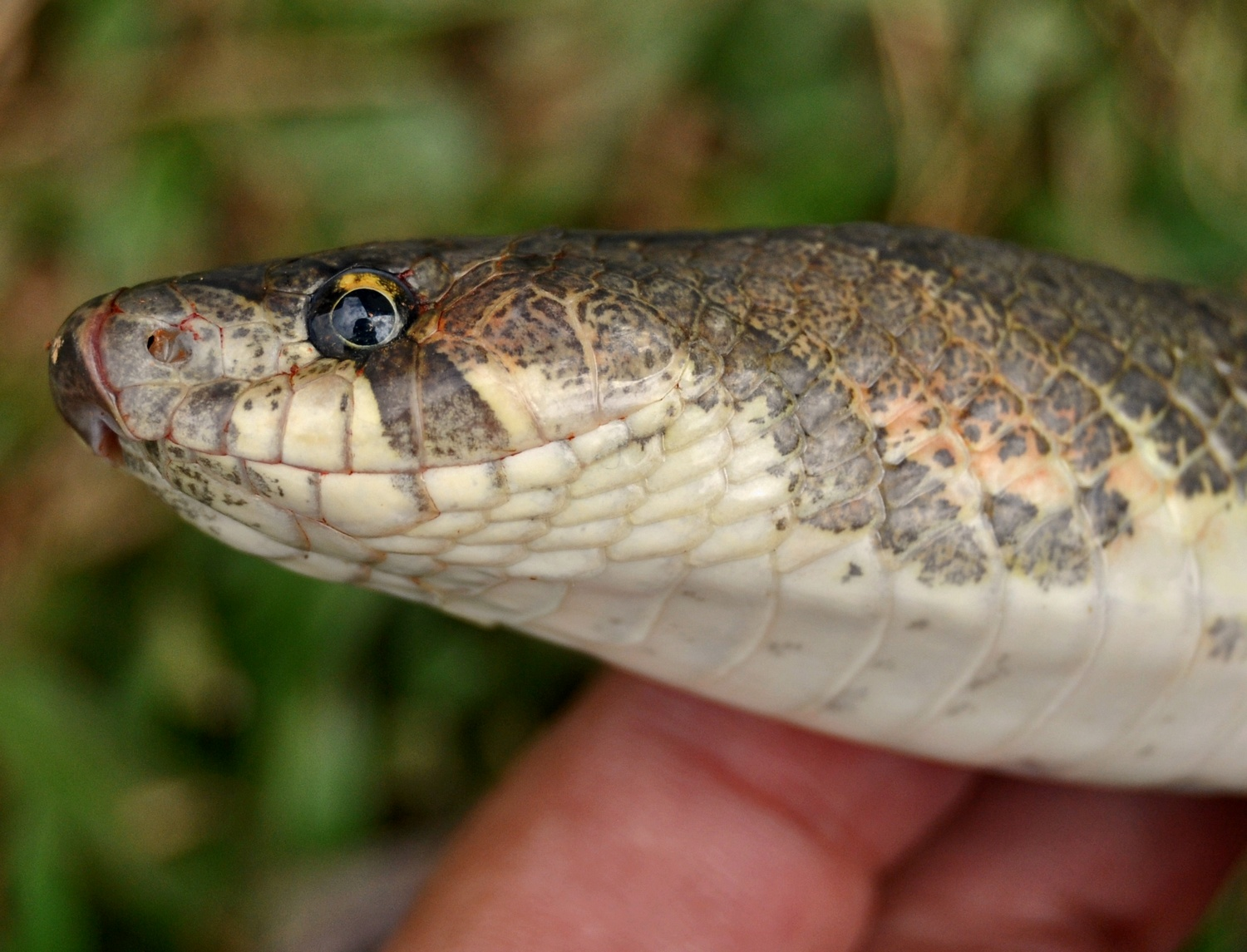

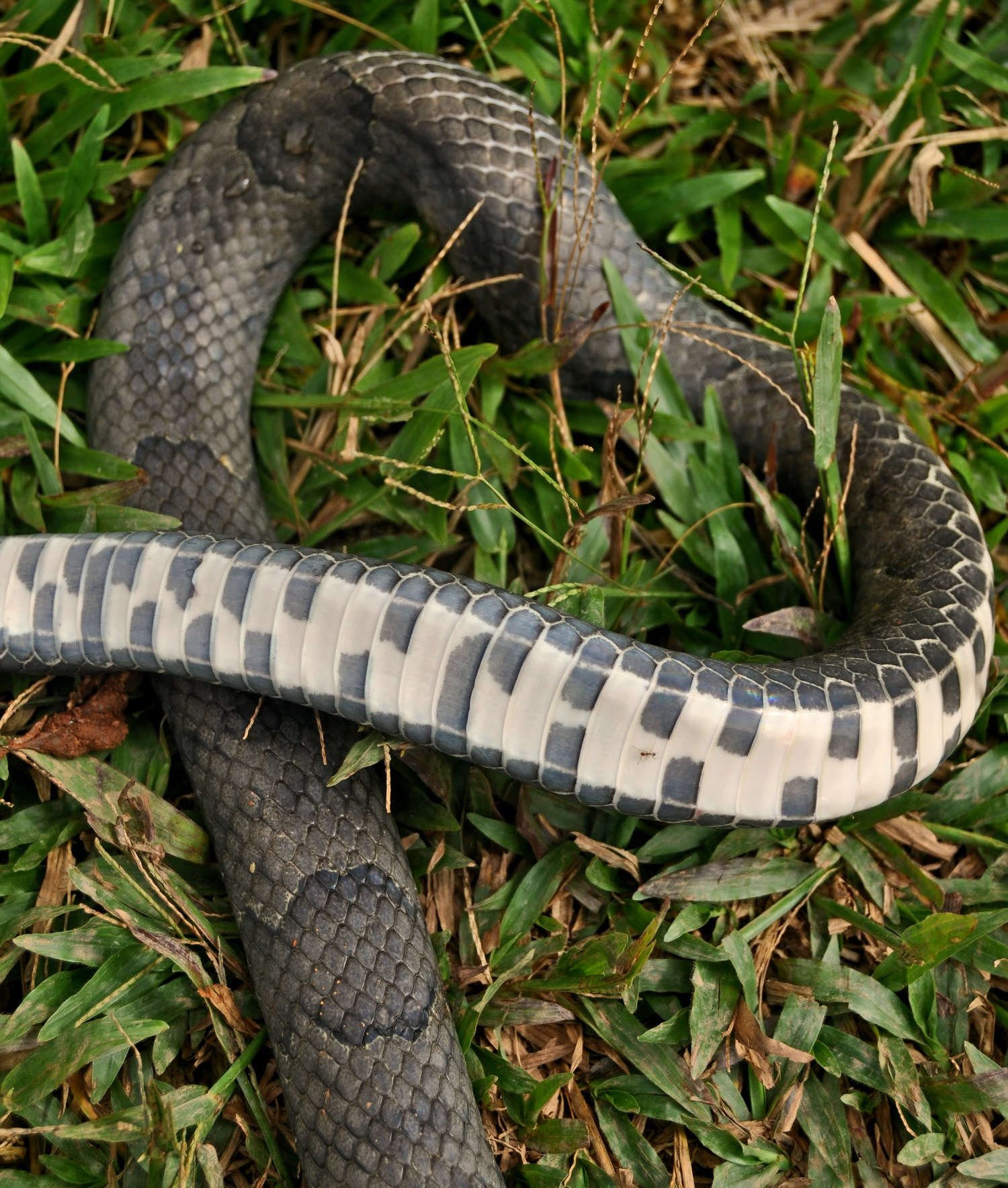

- à Singapour ;
- en Thaïlande.

## Publication originale
- Schlegel, 1837 : Essai sur la physionomie des serpens, vol. 1 (texte intégral) et vol. 2 (texte intégral).